# Euryzygoma
Euryzygoma dunense
Genre
Espèce
Euryzygoma est un genre fossile de grands marsupiaux de la famille des Diprotodontidae, qui vivait au Pliocène dans le Queensland, en Australie.

## Historique
Le genre Euryzygoma a été décrit par Albert Heber Longman en 1921. Une seule espèce est rattachée au genre, Euryzygoma dunense, décrite par Charles Walter De Vis en 1888.

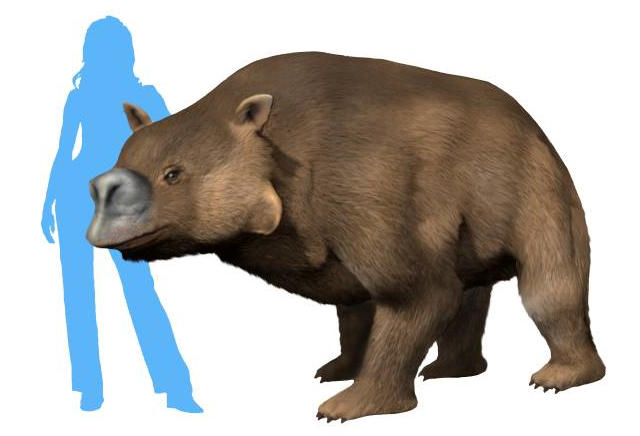
Vue d'artiste d'Euryzygoma dunense

## Description
Euryzygoma pourrait avoir pesé environ 500 kg.